# Палатин
Палати́н (лат. Mons Pălātīnus, Pălātĭum) — центральный из семи главных холмов Рима высотой 40 м, одно из самых древнезаселенных мест в Риме.

## История

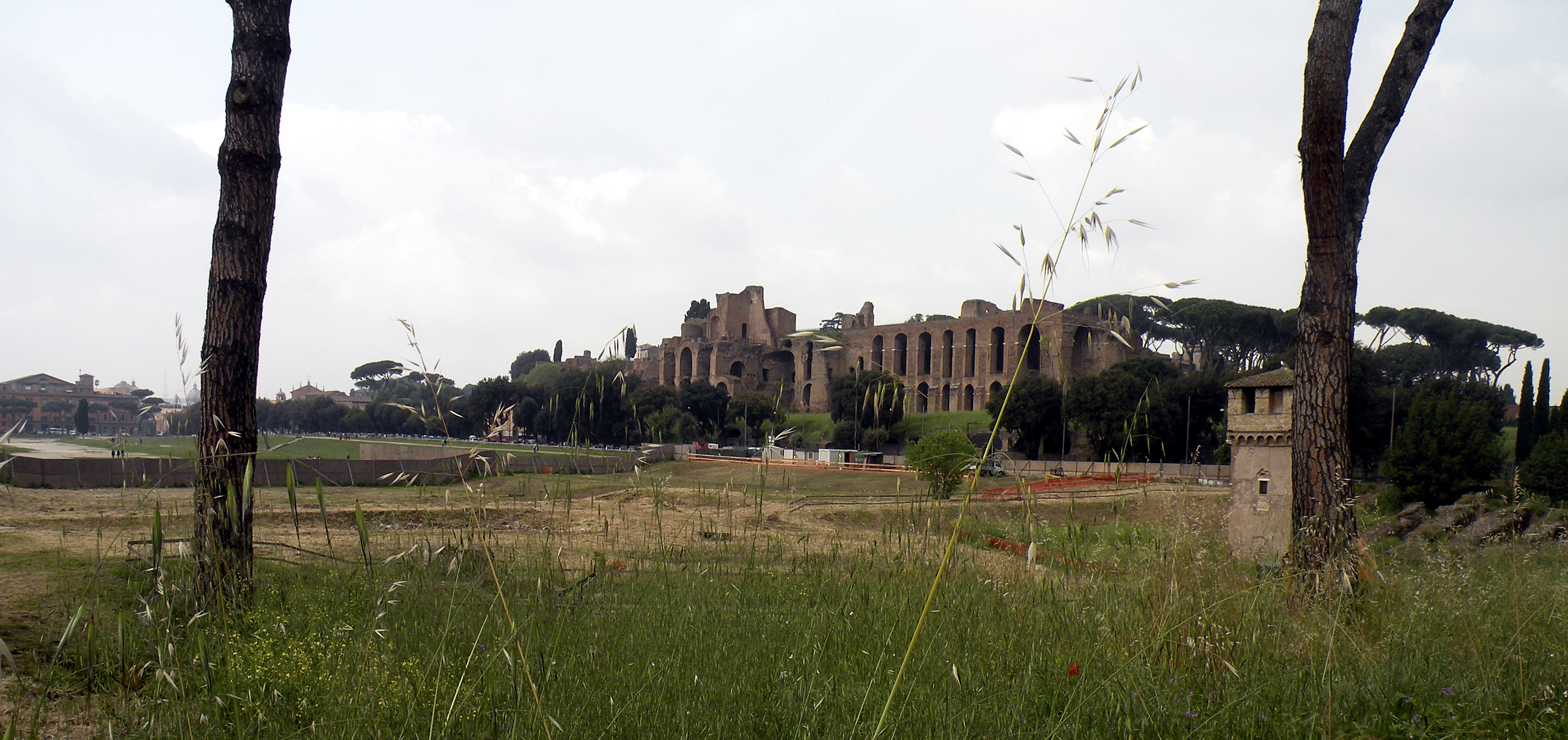
Большой Цирк и термы Септимия Севера

Согласно древнеримским мифам получил название от города Паллантий, построенного на холме Эвандром, задолго до основания Рима и за 60 лет до начала Троянской войны.
По преданию, здесь возник древний Рим: на Палатине были вскормлены волчицей и воспитаны Фаустулом Ромул и Рем, здесь Ромул заложил город. Название Palatium связано с именем богини Палес, охранительницы скота. Очевидно, Палатинский холм первоначально служил выгоном для скота, а когда у италиков появились первые религиозные представления и возник культ богини Палес, то Палатин стал религиозным центром пастухов, совершавших здесь жертвоприношения.
Здесь находились:

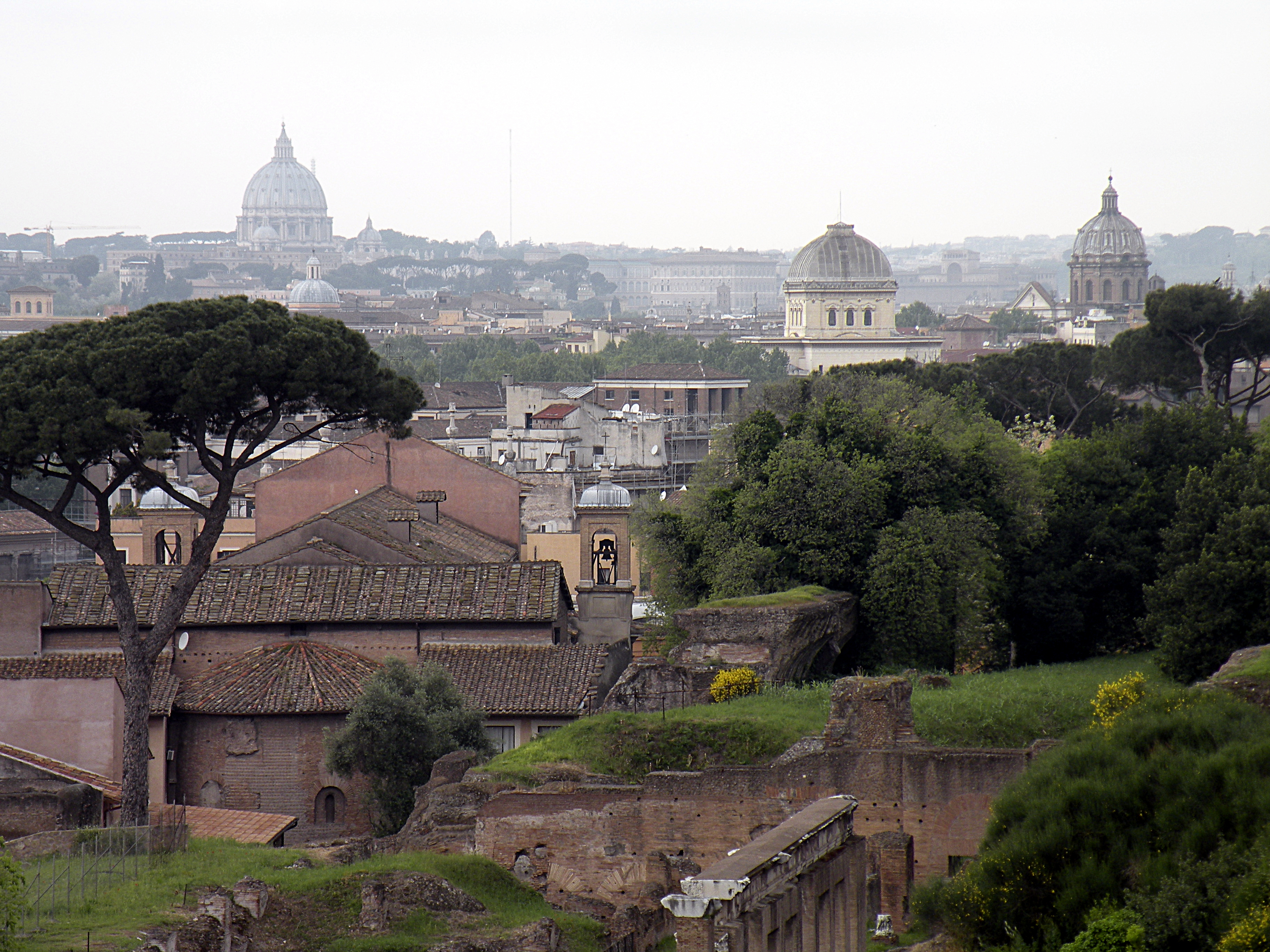
Вид с Палатина. Собор Св. Петра и Синагога

- священная пещера волчицы — Lupercal — с источником и смоковницей (ficus), под которой, по преданию, была найдена корзина с младенцами-близнецами;
- жертвенник Пана;
- Mundus, то есть яма, куда поселенцы бросали первородные плоды, предметы домашнего обихода и пригоршни принесённой с собой родной земли, пока яма не наполнилась и не была покрыта жертвенником (Roma Quadrata);
- домик Ромула (casa Romuli);
- шалаш Фаустула (tugurium Faustuli), сохранившиеся ещё в IV веке новой эры;
- здесь рос тёрн, выросший, по преданию, из копья, брошенного Ромулом с Авентина и вонзившегося в землю так глубоко, что его нельзя было вытащить;
- здесь помещалась курия Салиев (curia Saliorum), хранивших авгурский жезл Ромула и впоследствии 12 щитов Марса;
- scalae Caci, по которой Геркулес тащил страшного разбойника Кака;
- ara maxima, поставленный в память этого подвига Геркулеса;
- храм Юпитера Статора (Jupiter Stator), основанный Ромулом.

15 февраля здесь проходил древний праздник Луперкалии — Lupercalia, во время которого нагие луперки обегали Палатинский холм. При Ромуле Палатин был окружён стеной с двумя воротами: Porta Mugonia (Mugionia или Mugionis) в северной части холма (напротив форума) и porta Romanula (в западной части).
Глубокая древность холма доказывается многочисленными археологическими находками: следы первого поселения на Палатине, обнаруженные археологами во главе с Пьетро Романелли, датируются примерно 1000 г. до н. э.

## Строения на Палатине

### Дворцы

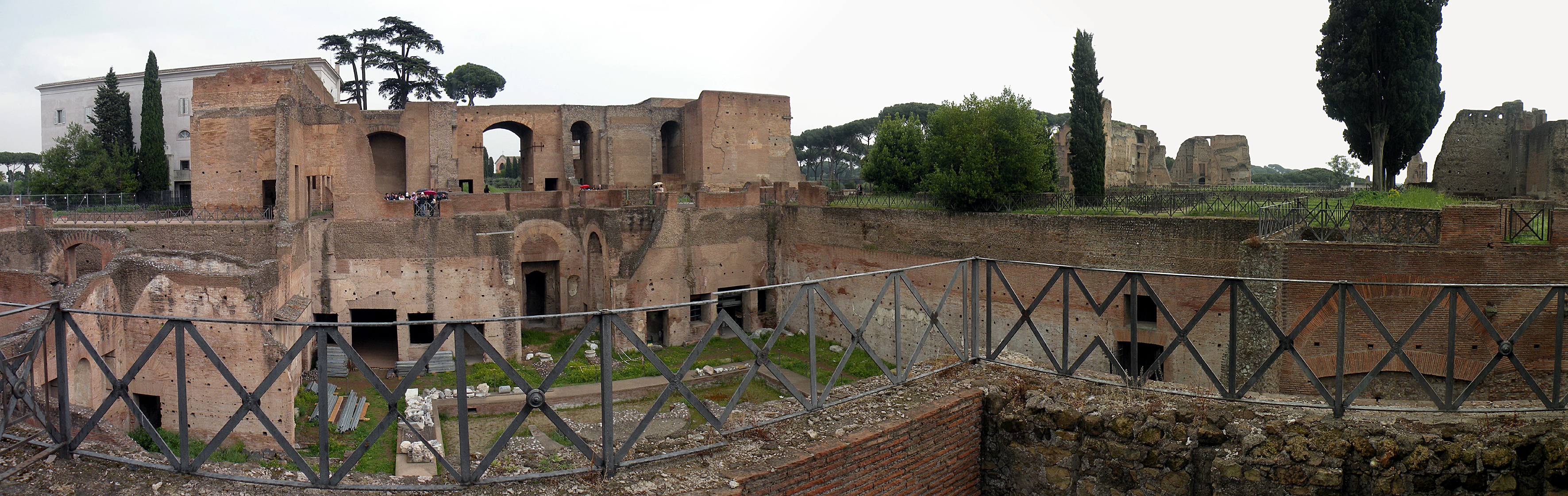
Дворец Августов

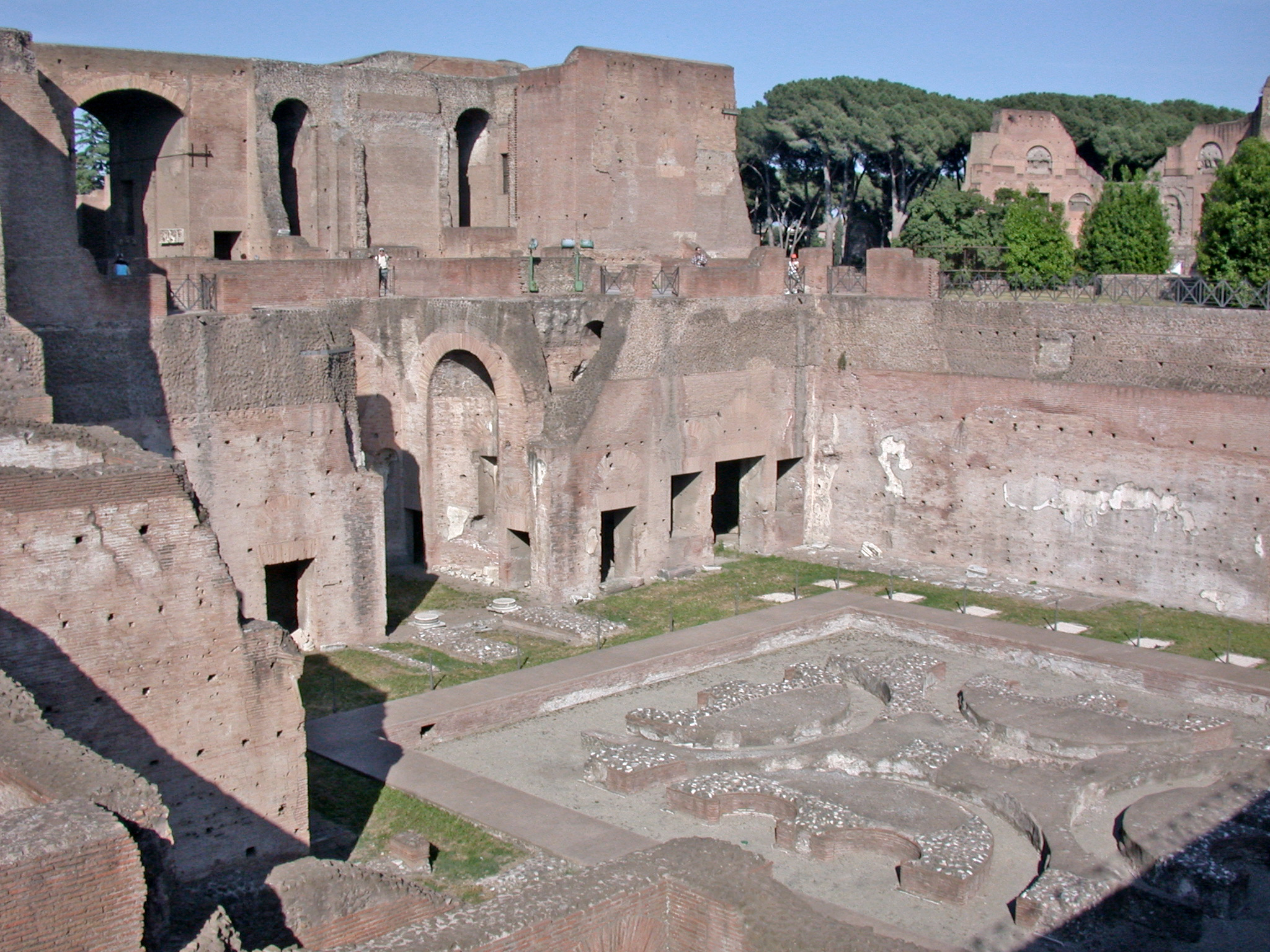
Дом Августов (Domus Augustana), личные покои императора

С расширением города обстраивался и Палатин: к концу республики здесь жили преимущественно богачи и аристократы Рима. Август, который родился на Палатине, решил построить на нём дом для своей семьи (Domus Augusti). Это был первый палатинский дворец, построенный в сравнительно простом стиле из мрамора, в самом центре холма. Возле дворца находился храм Аполлона из чистого мрамора с двумя библиотеками (латинской и греческой) и храм Весты. В 3 году н. э. дворец сгорел, но Август восстановил его в прежнем виде, пристроив к нему пропилеи. Тогда же вокруг area Apollinis была воздвигнута колоннада с 52 колоннами, украшенная в промежутках статуями. В комплекс зданий, примыкавших к дому Августа, входил и дом Ливии.
В западной части Палатина высился дворец Тиберия (Domus Tiberiana), a к северу от него и ближе к форуму — дворец Калигулы (по счёту 3-й на Палатине), от которого шёл мост, соединявший Палатин с Капитолием.

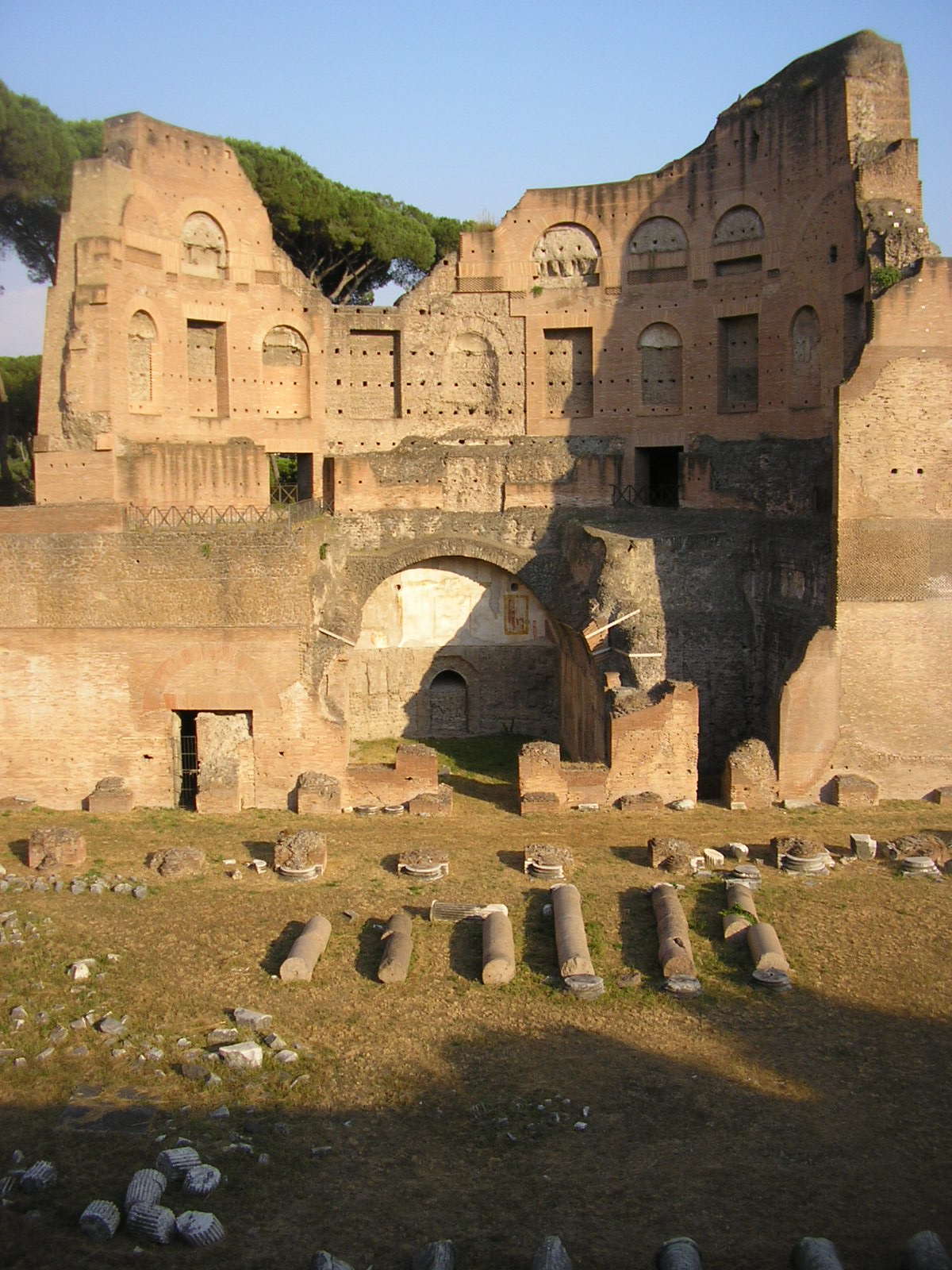
Ложа на стадионе Домициана

Четвёртый дворец (Domus Flavia) был построен при Домициане к северо-западу от Domus Augustana (80-92 годах, площадью 5 гектар). Во дворце находились базилика, Тронный зал (aula regia), зал Юпитера, фонтан с колонным залом. В Тронном зале проходили аудиенции императора, в «зале для частных аудиенций» — заседания императорского совета. Домициан также построил великолепный стадион (длиной 160 м, шириной 50 м.), к нему примыкала императорская ложа (kathisma). Постройки Домициана отличались изысканной роскошью.
Пятый и последний дворец был воздвигнут Севером в юго-восточной части Палатина рядом с Domus Augustana, известный как Domus Severiana. Septizonium был монументальным фонтаном в семь этажей, возвышающихся один над другим посредством рядов колонн, он располагался у подножия Палатина.
Слово палаты, палата, как название русских средневековых сооружений, восходит к ср.-греч. παλάτιον, а оно в свою очередь к лат. palātium («дворец» — собств. «Палатинский холм», который со времён Августа стал резиденцией римских императоров).

### Храмы и церкви
С III—II веков до н. э. на Палатине строились храмы. На сегодняшний день сохранились руины храмов Magna Mater (Кибелы), Виктории и Аполлона. Также там стояли храм Юноны Соспиты и Элагабалий.
Церкви Сан-Себастиано-аль-Палатино, Сан-Бонавентура-аль-Палатино, Сан-Теодоро, Сант-Анастазия

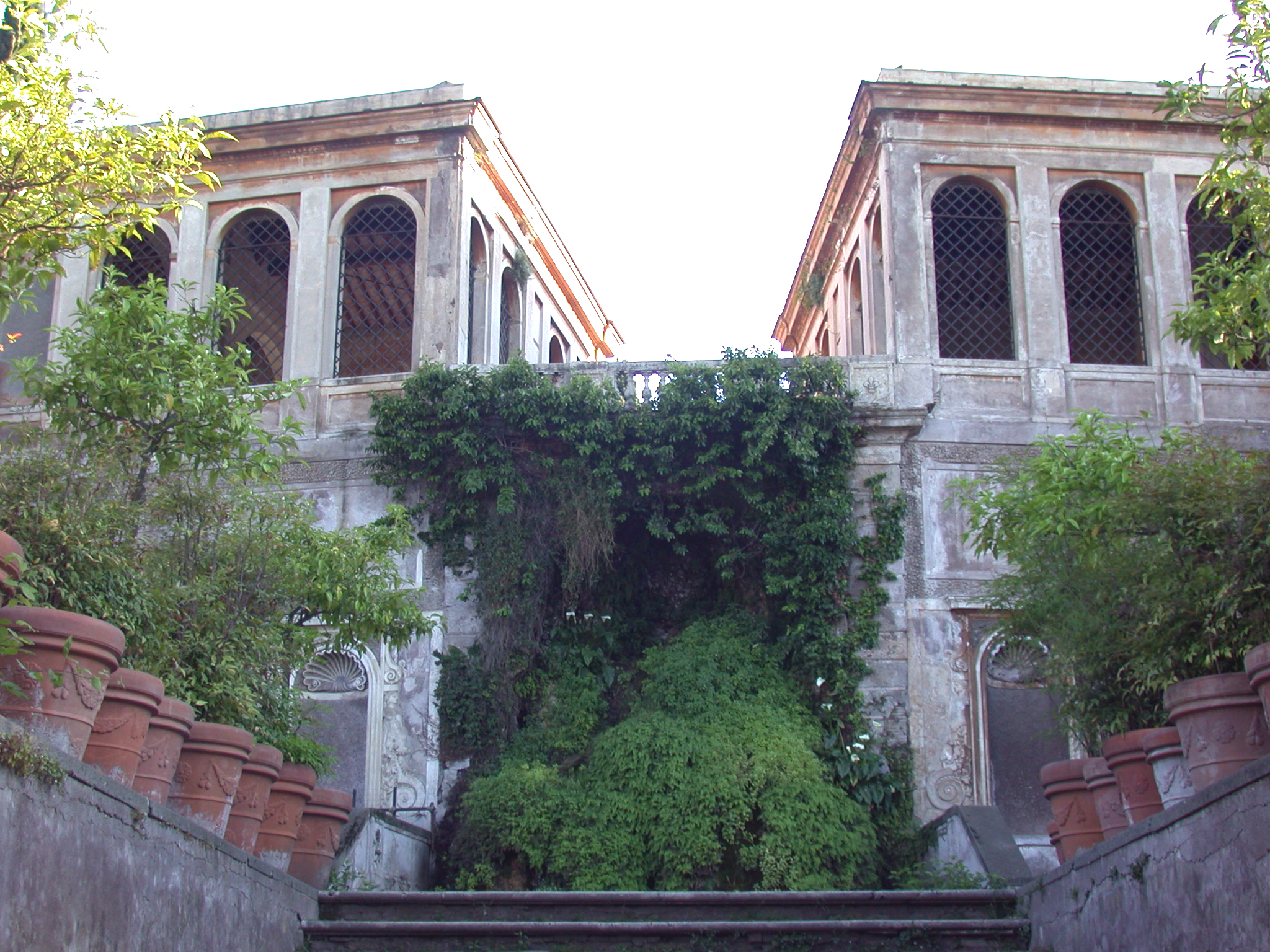
Фарнезские сады

В средние века роскошные и величественные постройки Палатина были разрушены. В середине XIX столетия Палатин представлял собой руины, поросшие густой рощей; здесь находились Фарнезские сады и villa Mils. В 1861 году Наполеон III купил у неаполитанского короля Франциска II Фарнезские сады (в северной части Палатина) и после долгих хлопот и пререканий с римским правительством, благодаря содействию Ренье, поручил археологу Pietro Rosa произвести раскопки, открывшие нам остатки древних и императорских построек холма. С 1870 года Палатин опять находится в руках итальянцев.
Слово Palatium стало во всех европейских языках синонимом дворца. В русский язык оно вошло как «палата».
Алтарь, посвященный неизвестному божеству, был обнаружен на Палатинском холме в 1820 году. Считается, что алтарь был сооружен в глубокой древности и отреставрирован во времена поздней Республики.

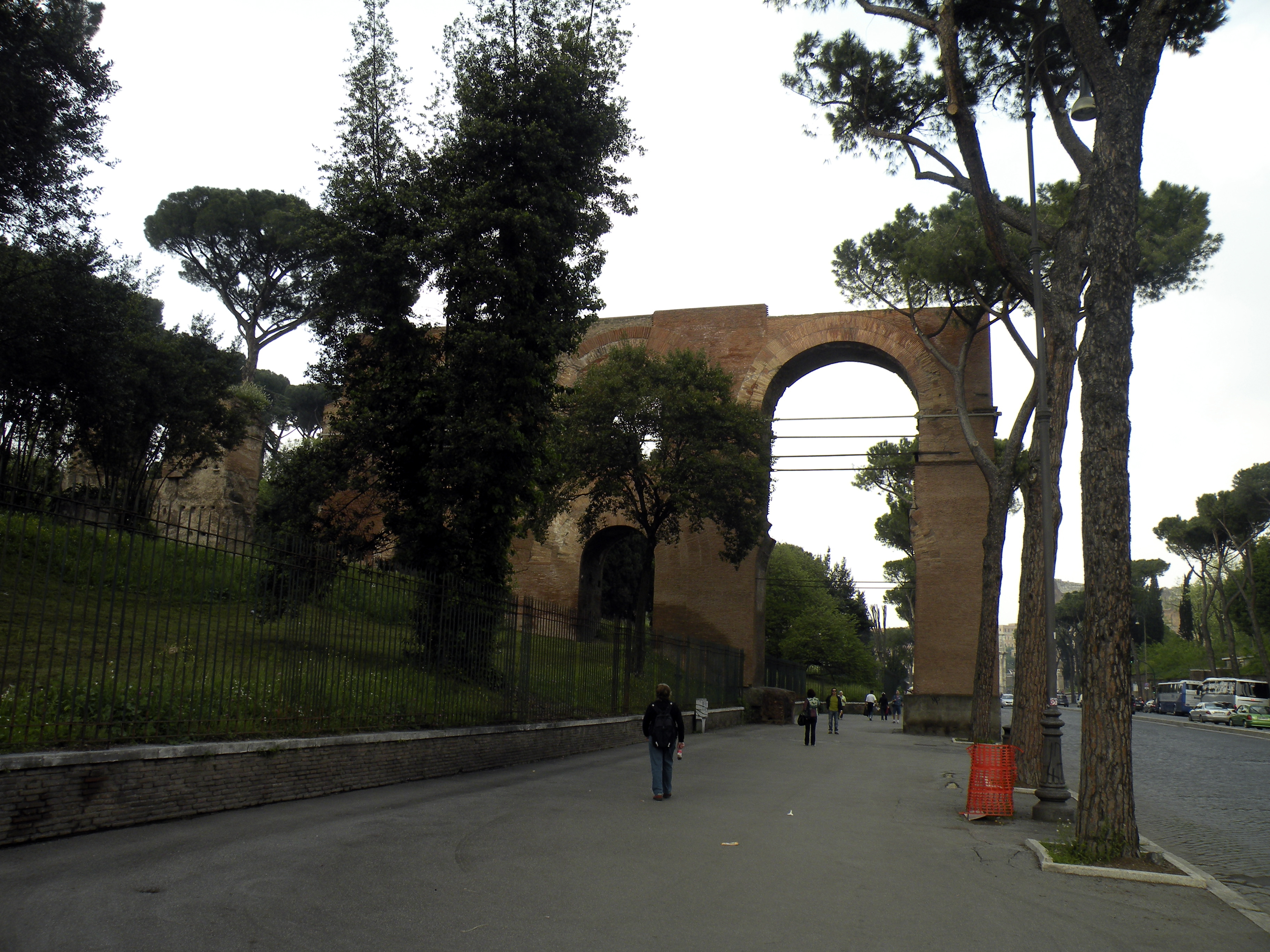
Акведук Клавдия
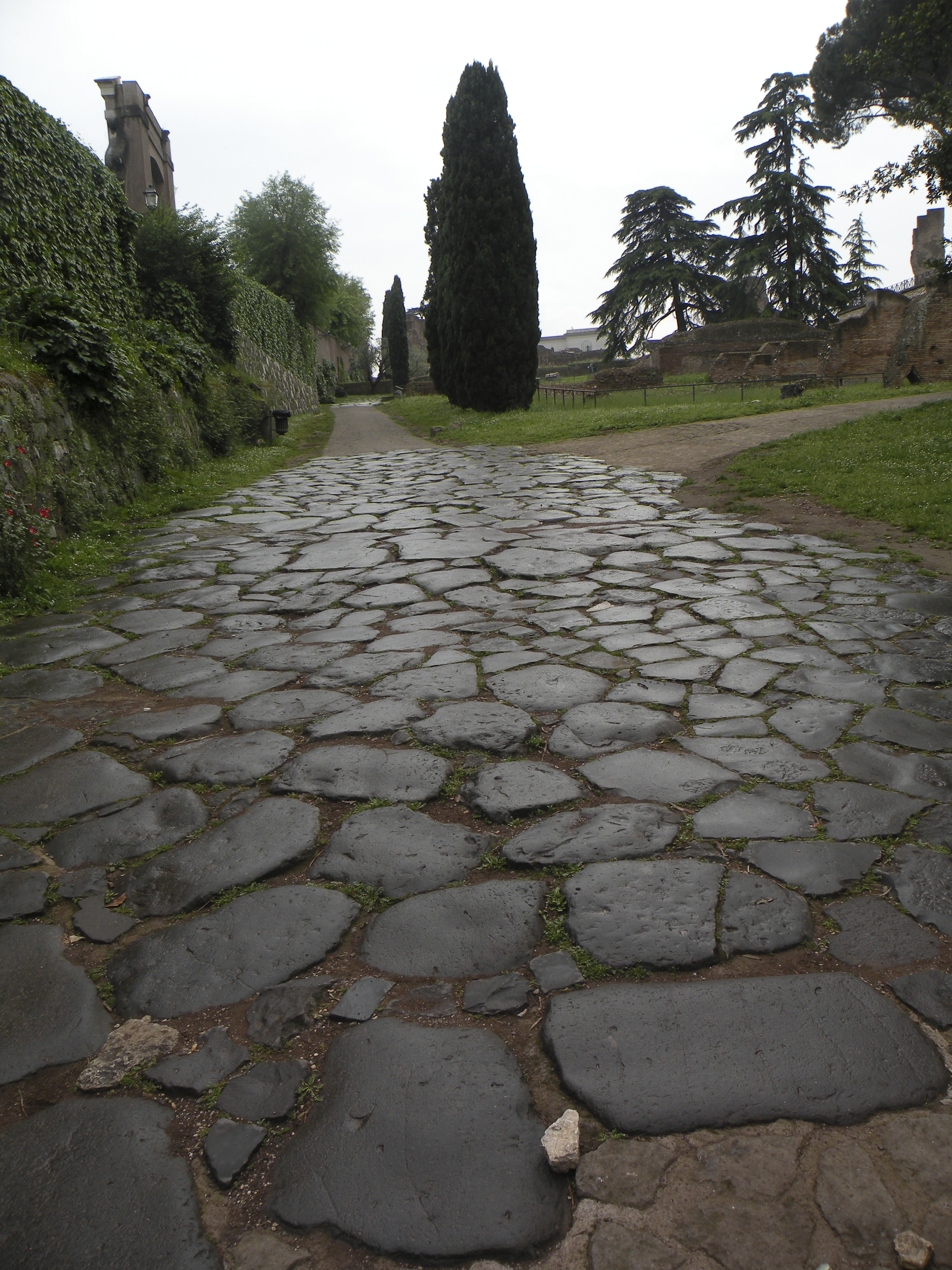
Мостовая
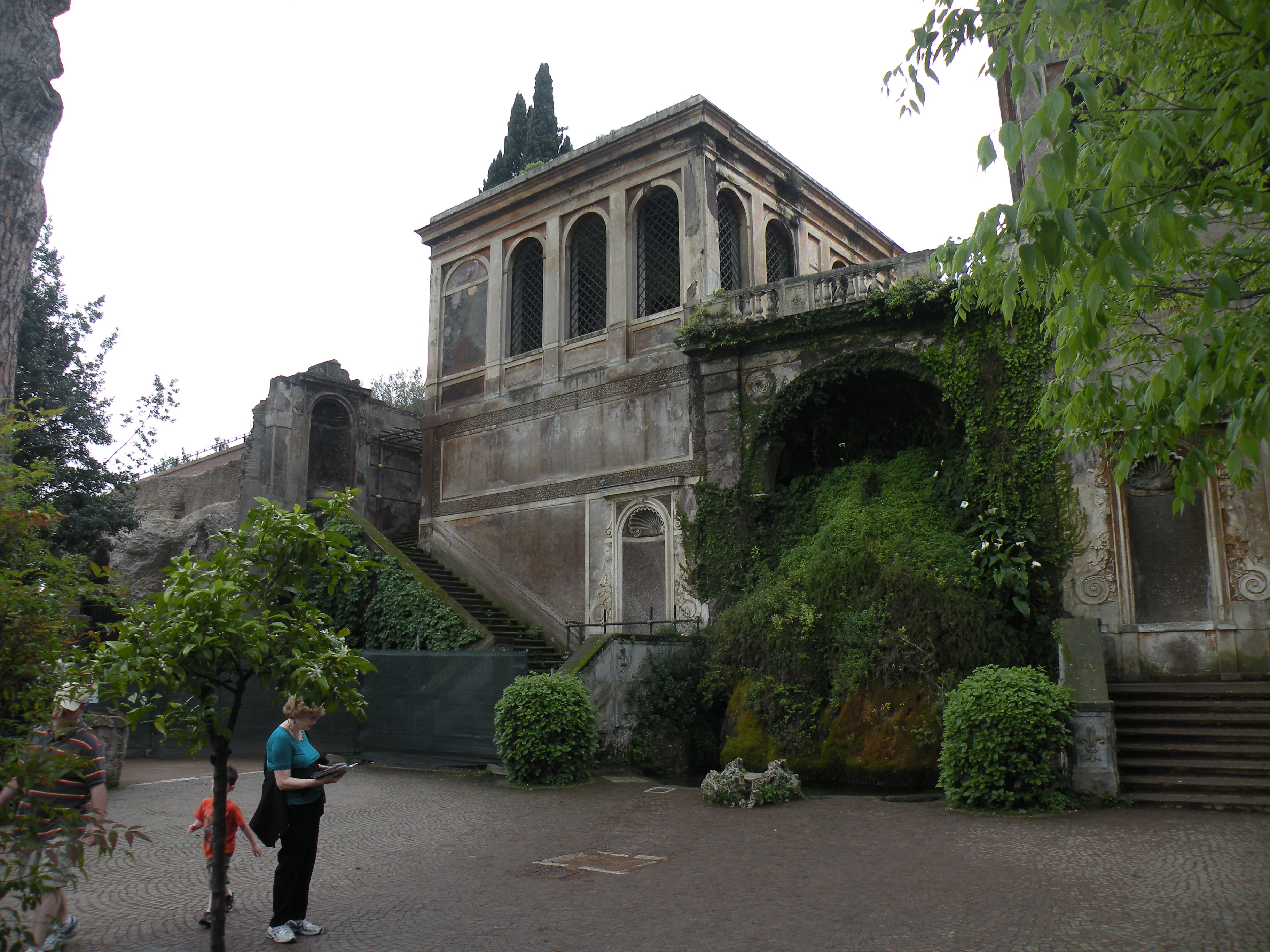
La terraza del infeo
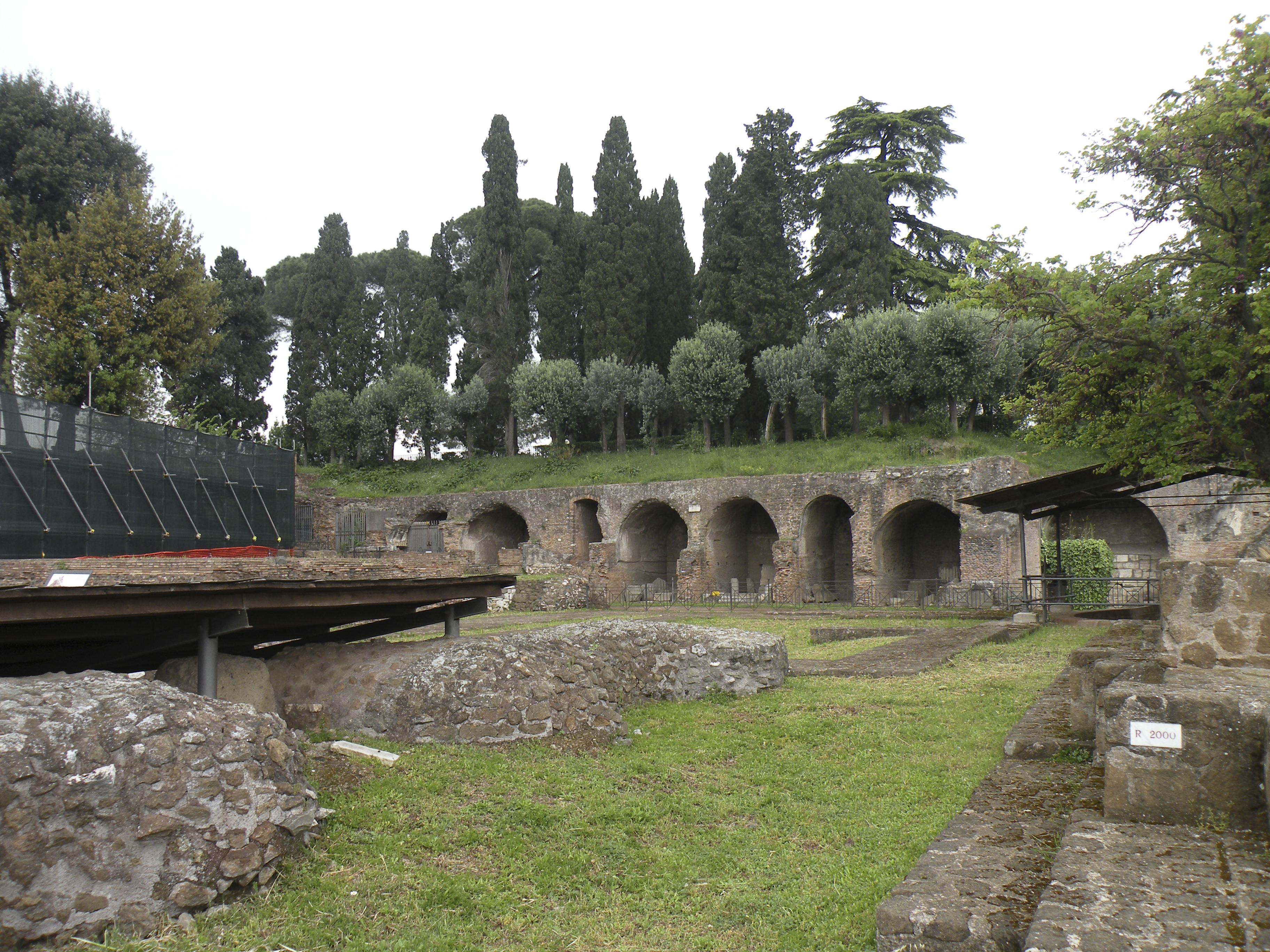
Фарнезские сады и дворец Тиберия
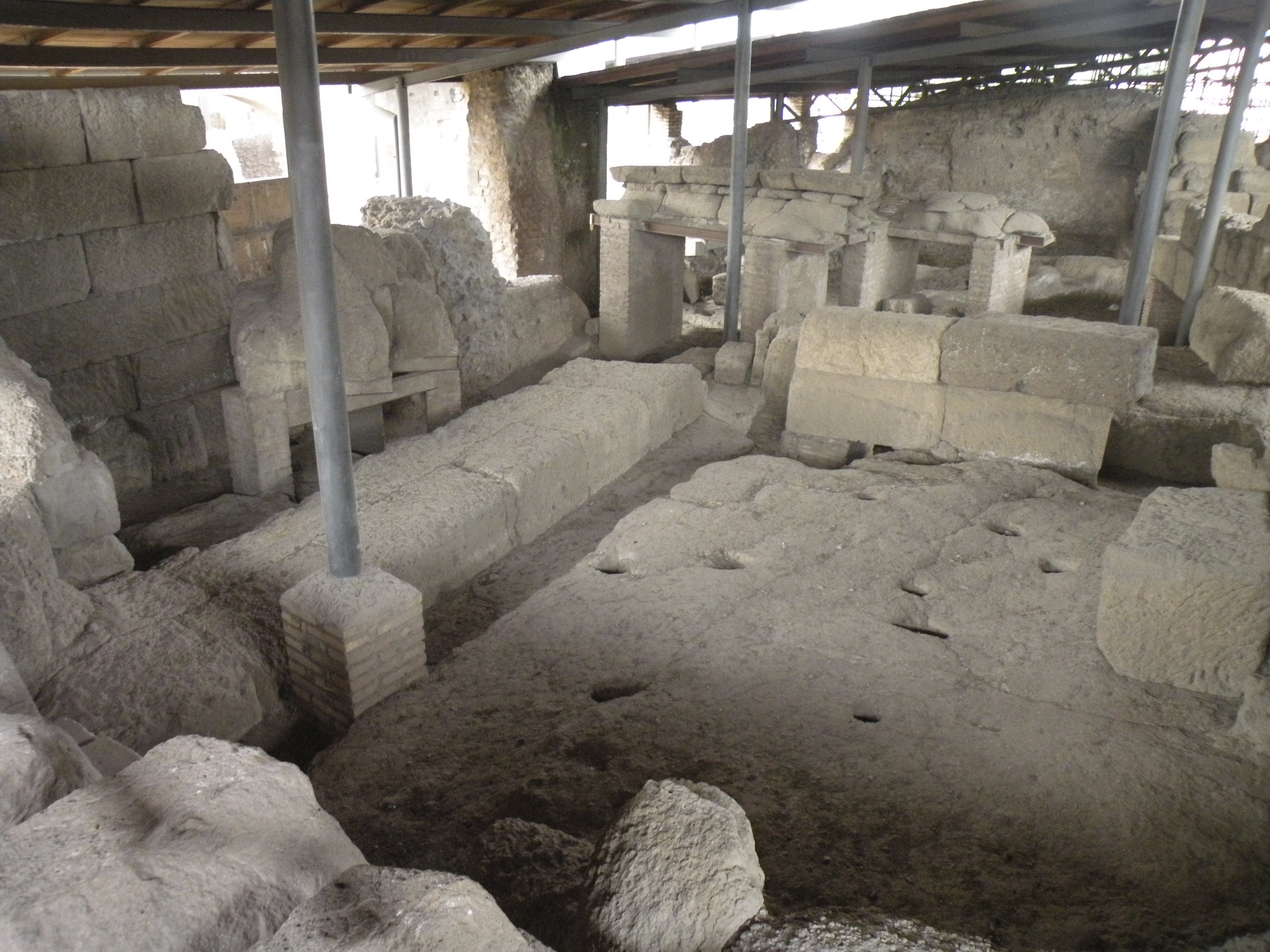
Дом Ромула
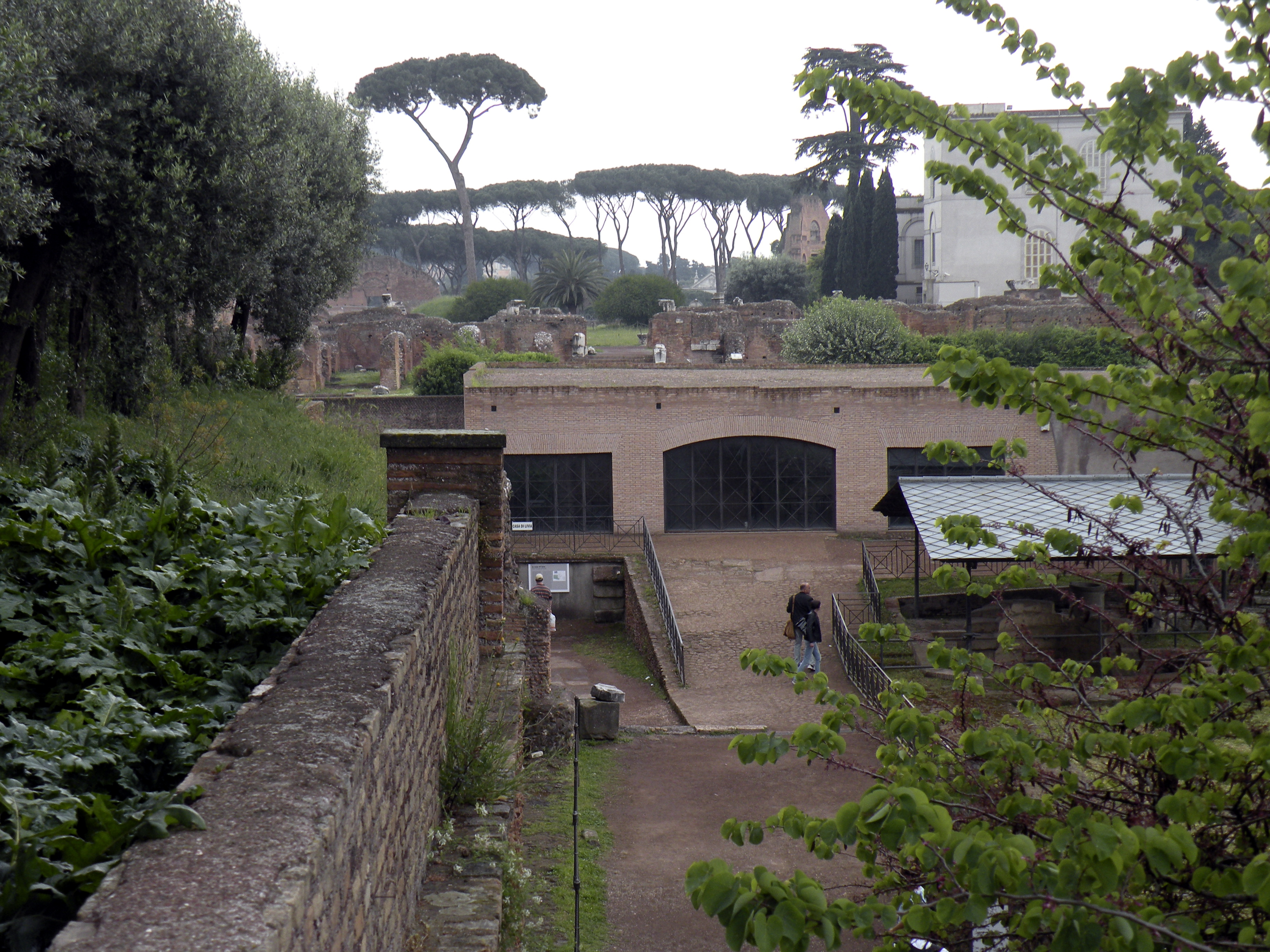
Дом Ливии
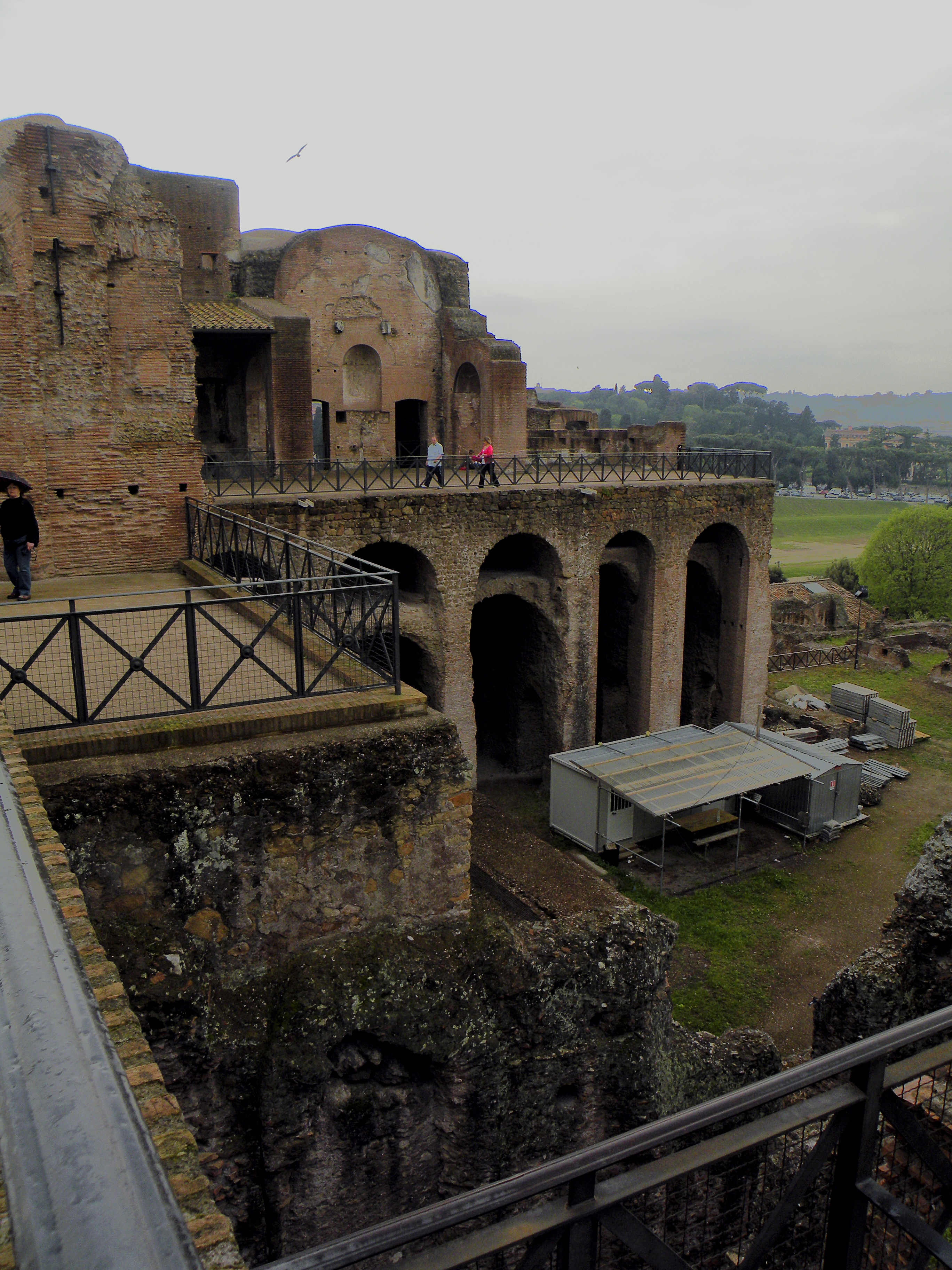
Термы Септимия Севера
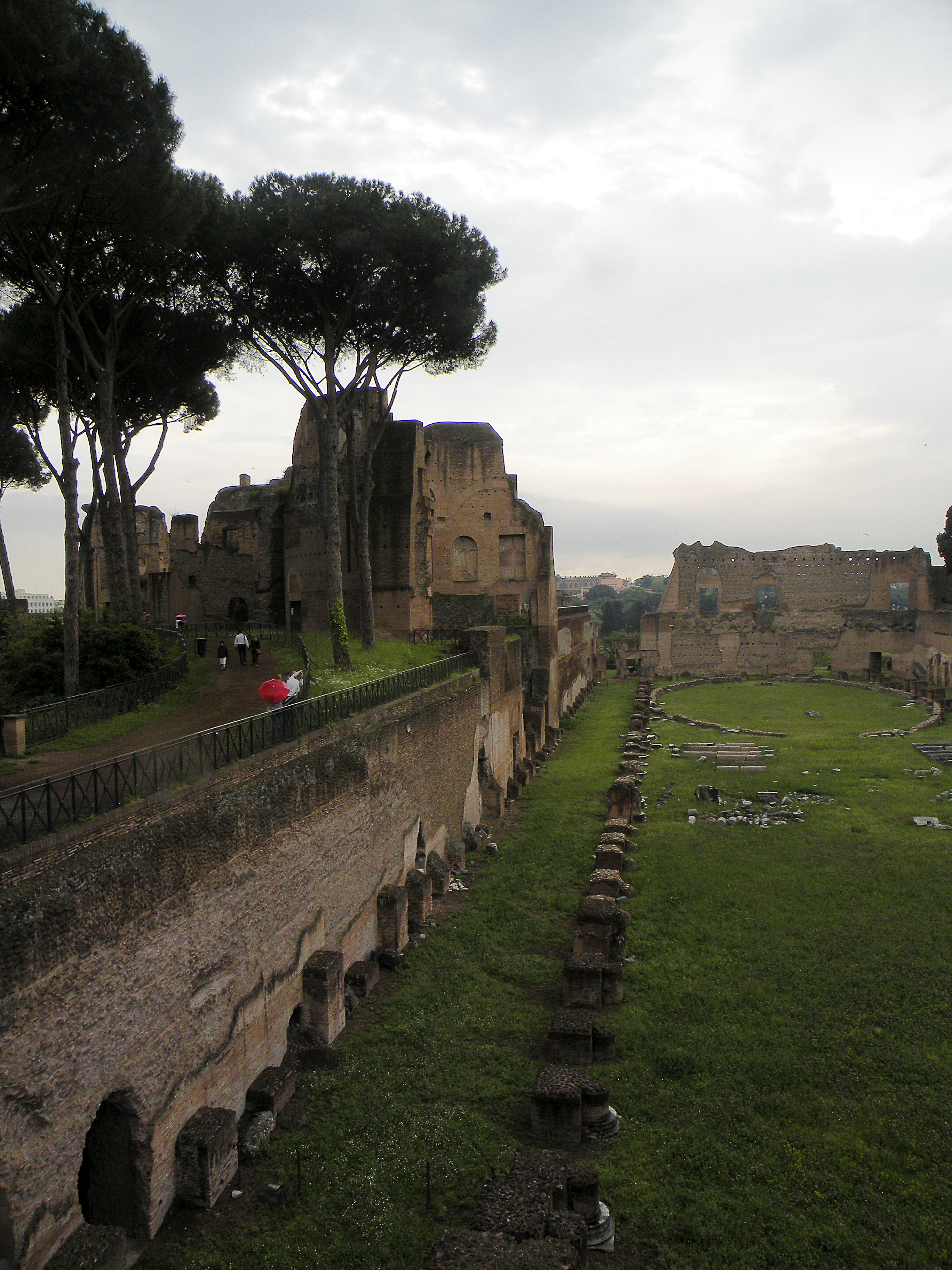
Стадион Домициана
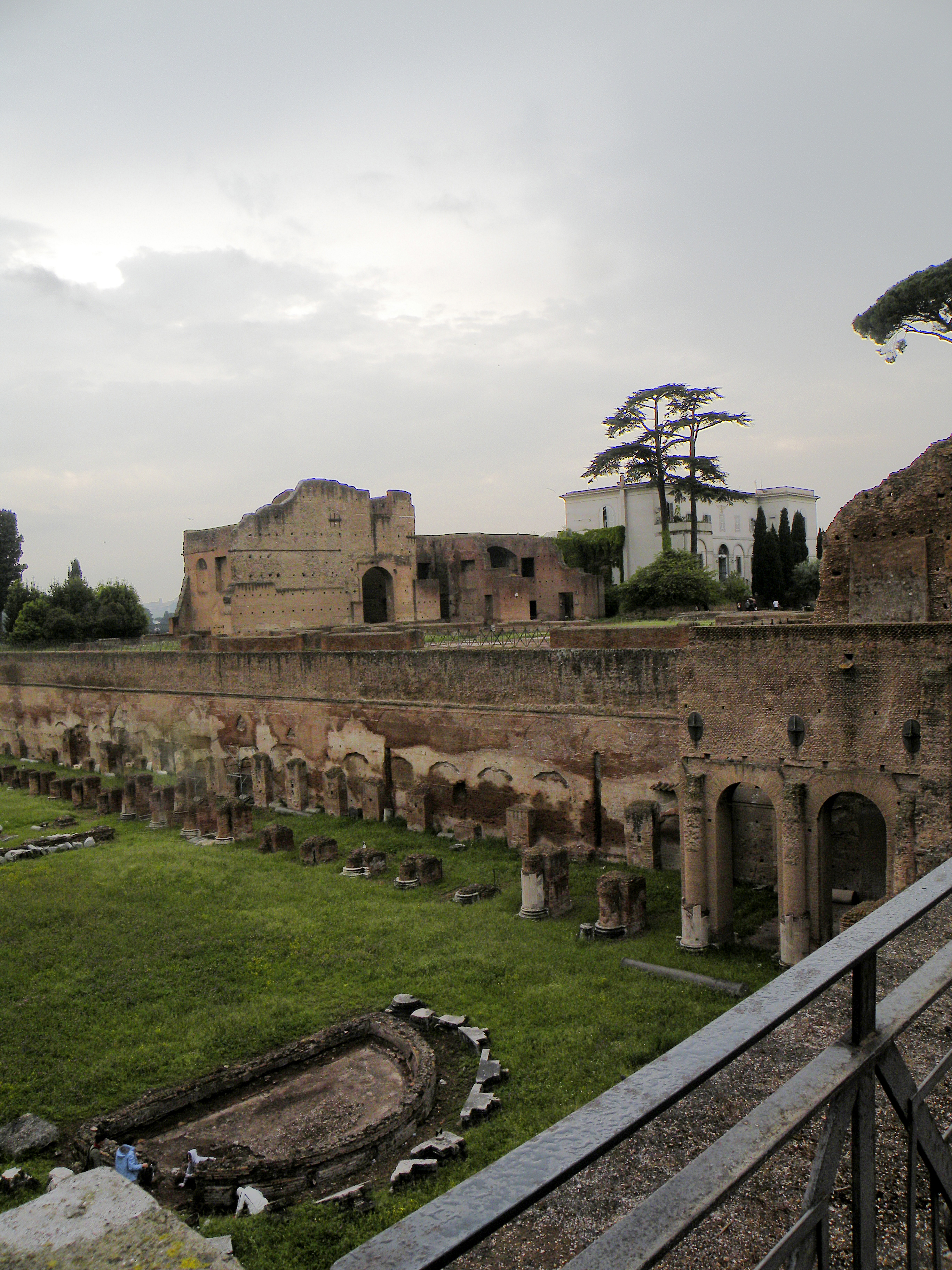
Стадион Домициана и дворец Августов
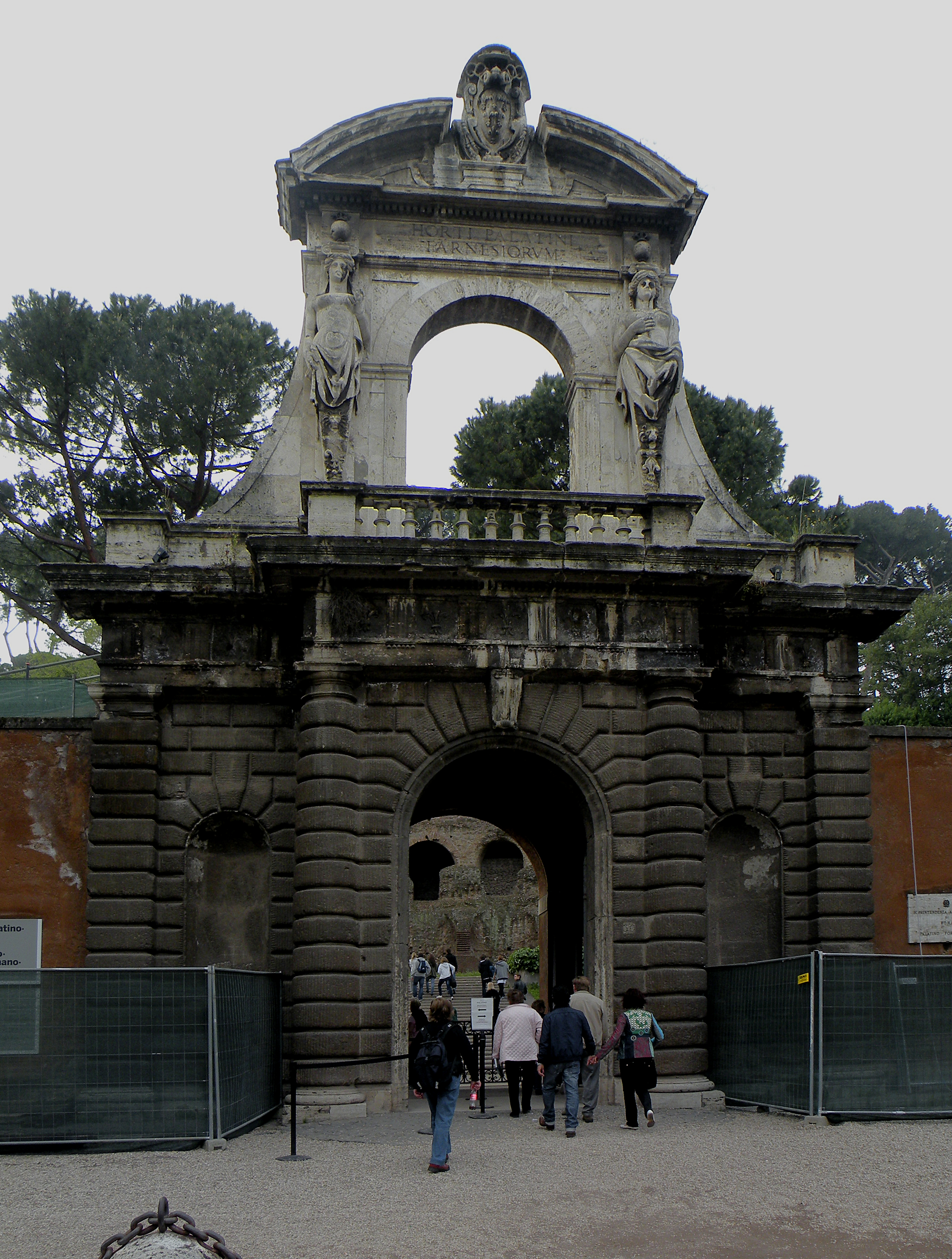
Вход со стороны Via di San Gregorio
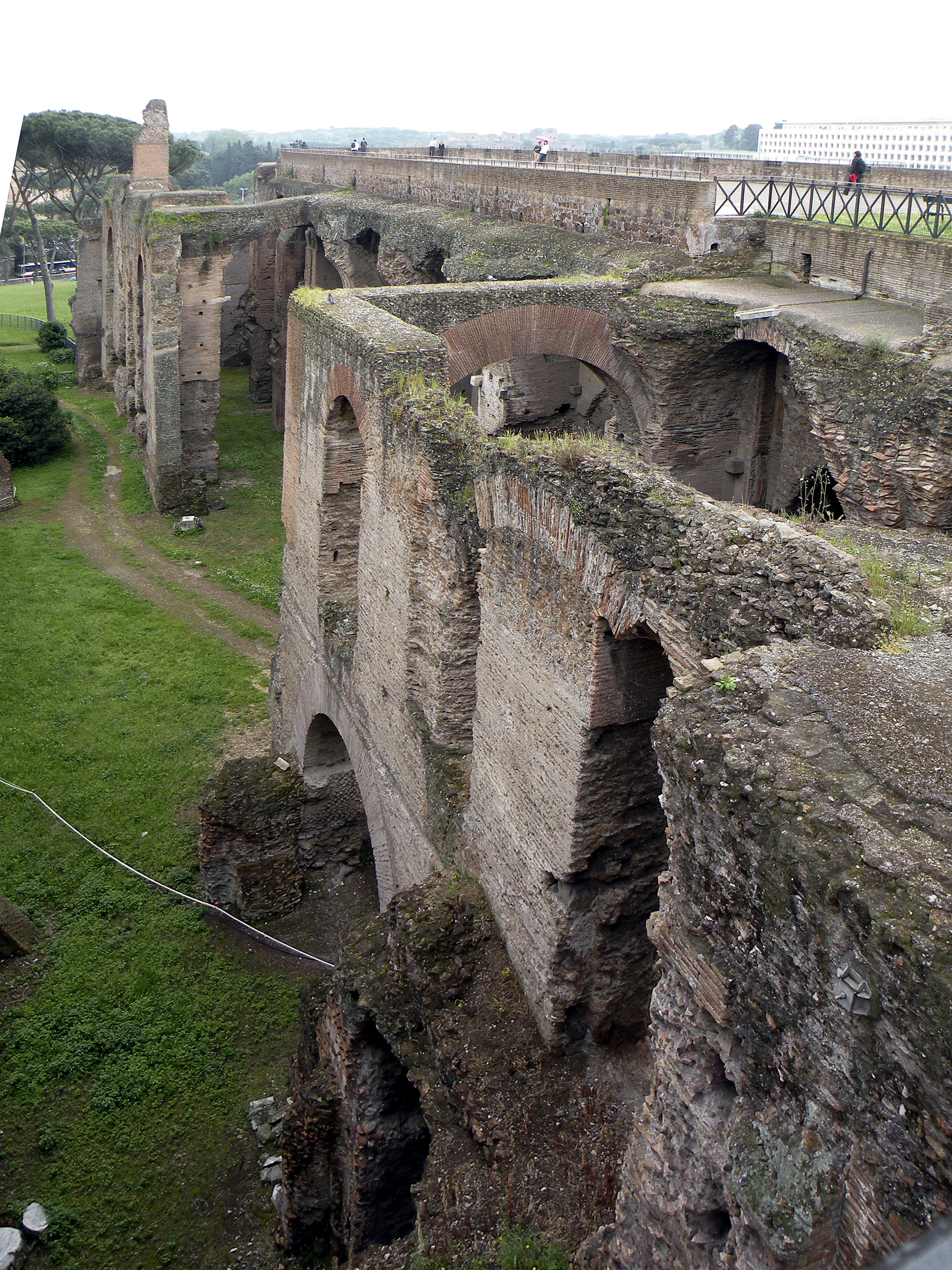
Вид на SO (термы Септимия Севера)
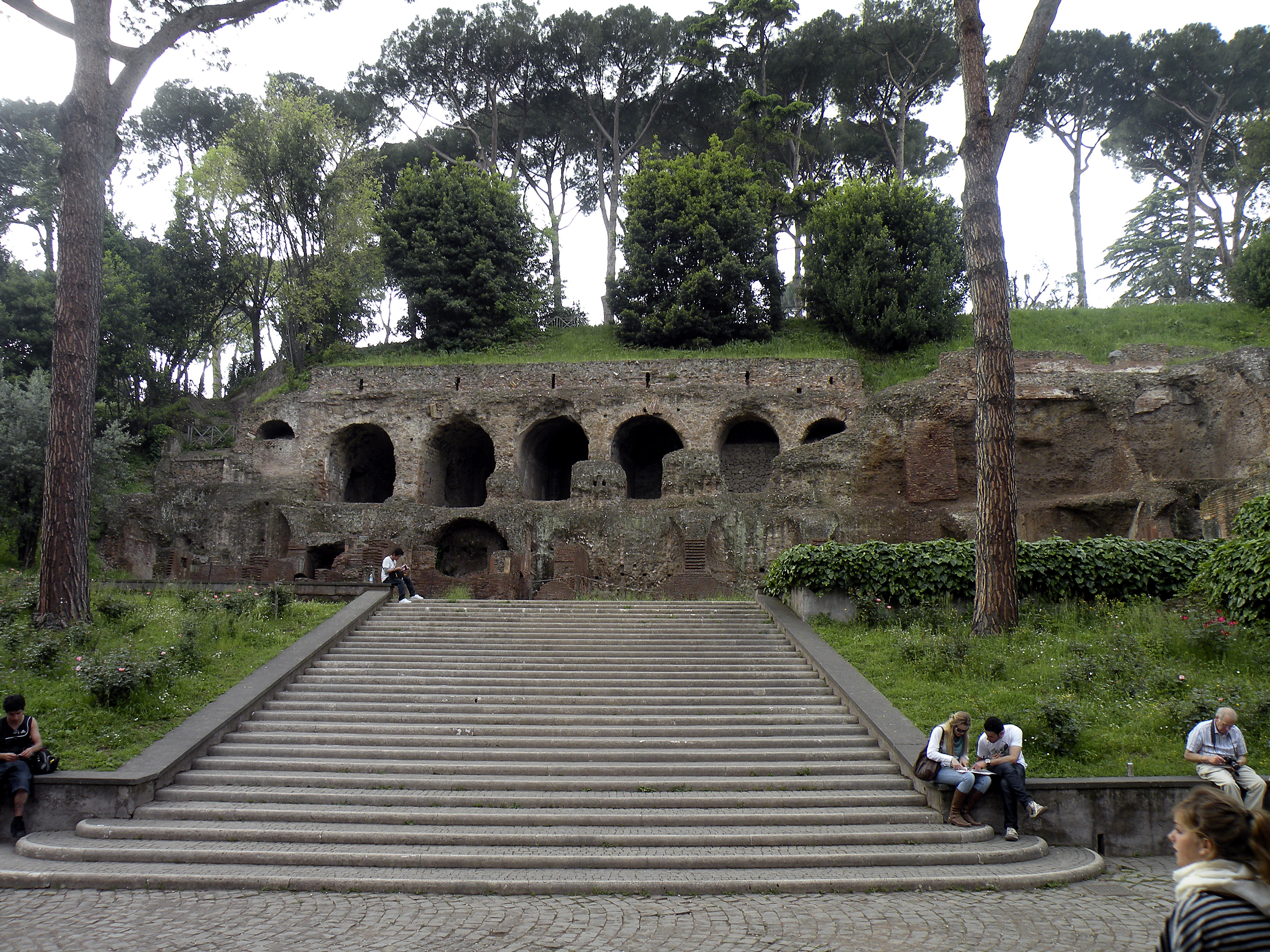
Палатин со стороны Via di San Gregorio